# Despertar (álbum de Byafra)
Despertar é o terceiro álbum do cantor Biafra lançado em 1981 pela gravadora CBS Records e foi produzido por Roberto Costa. Este álbum possui os sucessos Leão Ferido e Vinho Antigo e vendeu mais de 100 mil cópias, recebendo assim o Disco de Ouro. A música Vinho Antigo fez parte da trilha sonora da novela Jogo da Vida, exibida pela Rede Globo.

## Faixas
Lado A
| N.º | Título             | Compositor(es)               | Duração |  |
| 1.  | "Leão Ferido"      | Dalto e Biafra               | 4:51    |  |
| 2.  | "Despertar"        | Salu                         | 2:27    |  |
| 3.  | "Sina de Cantador" | Sá e Guarabira               | 3:07    |  |
| 4.  | "Ave da Paz"       | Paulo Ciranda e Arthur Gomes | 3:18    |  |
| 5.  | "Sai Desse Vazio"  | Arnaldo e Raimundo Luiz      | 2:34    |  |

Lado B
| N.º | Título             | Compositor(es)                    | Duração |  |
| 1.  | "Vinho Antigo"     | Dalto e Claúdio Rabello           | 3:32    |  |
| 2.  | "Voa, Bicho"       | Telo e Márcio Borges              | 3:58    |  |
| 3.  | "Tudo de Mim"      | Flávio Venturini e Murilo Antunes | 3:00    |  |
| 4.  | "Qualquer Estrada" | Guilherme Arantes                 | 3:16    |  |
| 5.  | "Três Palavras"    | Zé Renato e Juka Filho            | 3:17    |  |

## Créditos
- Direção de Produção: Roberto Costa.
- Direção de Estúdio: Roberto Costa.
- Técnicos de Gravação: Claudio Farias, assistido por Mauro e Carlos.
- Mixagem: Claudio Farias
- Montagem: Manoel Magalhães.
- Capa do Disco: Sergio Lopes.
- Fotos do Disco: Flavio D´Alincourt
- Arte: Carlos E. Lacerda.
- Gravado nos Estúdios Transamérica, no Rio de Janeiro, 1981.

## Certificações
| País   | Certificação | Vendas certificadas |
| ------ | ------------ | ------------------- |
| Brasil | Ouro         | 100.000             |